# Lopudska Vrata
Lopudska Vrata är ett sund i Kroatien.   Det ligger i länet Dubrovnik-Neretvas län, i den sydöstra delen av landet, 400 km söder om huvudstaden Zagreb.